# Hicham Zerouali
Hicham Zerouali ( árabe : هشام زروالي; 17 de enero de 1977 - 4 de diciembre de 2004) apodado 'Cero' o el 'Mago marroquí', fue un futbolista marroquí. Jugó como delantero en clubes de Marruecos, Escocia y los Emiratos Árabes Unidos. Fue internacional con la Selección de Marruecos en 17 partidos; se distinguía por llevar en sus camisetas el dorsal 0.

## Carrera profesional

### Aberdeen
Tras jugar en dos clubes en su Marruecos natal, Zerouali firmó para el Aberdeen con el gerente Ebbe Skovdahl procedente del FUS de Rabat en 1999. En el año 2000 se convirtió en el primer jugador en Escocia en llevar el número '0', lo que sería prohibido la siguiente temporada por la Premier League de Escocia y la Premier League de Inglaterra.
Hasta enero de 2000, Zerouali anotó treinta goles, incluyendo un tiro libre de treinta yardas en cuarta ronda en la Copa de Escocia contra el Saint Mirren Football Club para conseguir el empate. Zerouali luego anotó en la victoria por 2-0 en Pittodrie para ayudar al Aberdeen a pasar a la siguiente ronda de la copa. Finalmente, el Aberdeen llegó a la final de la Copa de Escocia de esa temporada, aunque fue derrotado ante el Celtic y el Rangers. 
En agosto de 2000, Zerouali se lesionó durante un partido contra el Motherwell, fracturándose un tobillo, y posteriormente se perdió un lugar en los Juegos Olímpicos de Sídney, permaneciendo finalmente un año fuera de juego. En una de sus salidas más memorables tras su regreso anotó un hat-trick contra el Dundee.

## Al-Nassr y FAR Rabat
Después de que expiró su contrato en Aberdeen, se trasladó a jugar al fútbol en los Emiratos Árabes Unidos con el equipo Al-Nassr durante un año, antes de regresar a vivir en su país de origen, Marruecos, en 2003, fichando por el FAR Rabat, donde ganó la Copa del Trono de ese año.

## Carrera internacional
Zerouali jugó 17 partidos internacionales con la Selección de fútbol de Marruecos y marcó tres goles. Participó con Marruecos en la Copa Africana de Naciones en Malí en 2002, y anotó dos goles en la victoria por 2-1 sobre Burkina Faso. También jugó en el Campeonato Mundial Juvenil de la FIFA 1997. Estaba en la selección internacional un mes antes de su muerte.

## Muerte
Murió en un accidente de coche en Rabat en diciembre de 2004 a los 27 años. Sólo el sábado anterior, había anotado dos goles en un partido de liga con su club. Le sobrevivió una hija con su novia en Aberdeen.
Un favorito entre los aficionados del Aberdeen, lo llamaban cariñosamente 'Cero'. Se celebró un homenaje en Pittodrie después de su muerte, al cual asistieron miles de aficionados, a pesar de que él no jugaba para el club en ese momento y solo había estado allí un corto periodo.
- Datos: Q644500